# Alto (Lugo)
Alto (llamada oficialmente San Xoán do Alto) es una parroquia española del municipio de Lugo, en la provincia de Lugo, Galicia.

## Otras denominaciones
La parroquia también es conocida por el nombre de San Xoán de Alto.

## Organización territorial
La parroquia está formada por ocho entidades de población, constando cinco de ellas en el nomenclátor del Instituto Nacional de Estadística español:

### Entidades de población
Entidades de población que forman parte de la parroquia:
- Abelaira (Abelairas)
- A Costa
- As Cavadas
- A Xesta
- Seoane
- Vilaestévez

### Despoblado
Despoblado que forma parte de la parroquia:
- Estrada Vilaestévez

## Suprimidos
Entidad de población suprimida que formaba parte de la parroquia:
- Camiño da Costa

## Demografía
| Gráfica de evolución demográfica de Alto entre 2000 y 2020 |
|                                                            |
| Datos según el nomenclátor publicado por el INE.           |